# Мырзагол
Мырзагол — малая река в Ишимбайском районе Башкортостана, приток Бриша.
Протекает к югу от урочища Малый Буркут.